# Jezioro Pomyskie
Jezioro Pomyskie (Pomysko, Jezioro Dworcowe) – jezioro wytopiskowe na Wysoczyźnie Polanowskiej, w gminie Czarna Dąbrówka, w pow. bytowskim województwa pomorskiego.
Ogólna powierzchnia: 10,5 ha.